# Nordvorstadt (Weimar)

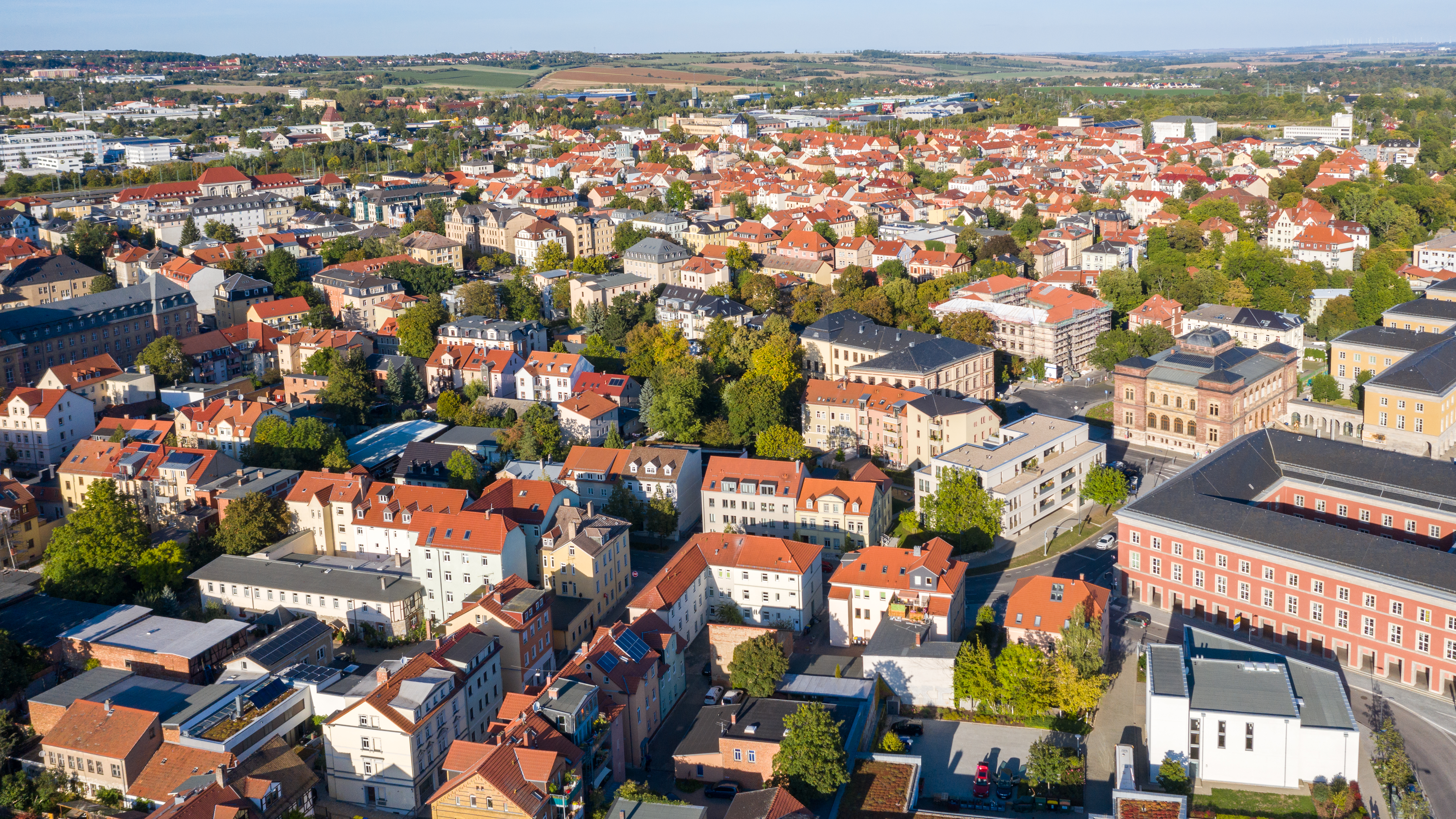
Nordvorstadt von Weimar

Die Nordvorstadt in Weimar liegt südlich des Hauptbahnhofs und reicht in südlicher Richtung an die Jakobsvorstadt mit der Begrenzung durch die Friedensstraße bzw. der Friedensbrücke, der Karl-Liebknecht-Straße, der Schwanseestraße. Im Westen wird sie durch die Florian-Geyer-Straße begrenzt, an die sich der Stadtteil Weimar-West anschließt, und nach Osten reicht sie bis in die Schlachthofstraße bzw. Eduard-Rosenthal-Straße. Nördlich der Schopenhauerstraße liegt Weimar-Nord.

## Geschichte
Die Geschichte dieses Stadtteils liegt im Zusammenhang mit dem Bahnhof, weshalb er ja auch Bahnhofsviertel genannt wird und gehört in ihren Anfangszeiten in die „Silberne Zeit“ Weimars. Neben dem Bahnhof ist an prägenden Gebäuden und Bereichen jener der Weimarhalle bzw. des Weimarhallenparkes zu nennen, der wiederum Teil des von August Lehrmann konzipierten Asbach-Grünzuges, benannt nach dem Asbach ist, der. Schlachthof, das Gauforum am Rathenauplatz, das wiederum an die düsterste Zeit Weimars erinnert und nicht zuletzt dem Schwanseebad. In deren Folge entstand das Ernst-Thälmann-Denkmal. Zu verzeichnen ist aber auch erheblicher Kulturgutverlust wie u. a. der Vimaria-Brunnen. In der Carl-August-Allee befindet sich das älteste Gebäude der Straße und wohl auch eines des gesamten Stadtteiles: das Stegmannsche Haus. Auch das Neue Museum ist nicht nur von prägender Bedeutung des Stadtteiles. Seine Standortfestlegung geht auf Ernst Heinrich Kohl zurück, der wiederum mit der Elektrifizierung Weimars dort ein neues Zeitalter einläutete. Das wiederum ist noch am E-Werk feststellbar.
Die außer den privaten Haushalten, bezogen Straßenbahn ebenso wie die gesamte elektrische Straßenbeleuchtung daher ihren benötigten Strom. Auch der Schlachthof und dessen Gelände ist einer Umgestaltung unterworfen, weil eine Wohnanlage mit etwa 500 Wohnungen dort entsteht. Dieses wird das Kirschbergquartier. Der Bahnhofsvorplatz, der nach dem sozialdemokratischen Politiker August Baudert benannte August-Baudert-Platz, lädt neben der repräsentativ angelegten Carl-August-Allee förmlich zu einem Besuch von Weimar ein. Im Europäischen Kulturstadtjahr 1999 erfuhr die Bepflanzung eine Umgestaltung. In der Friedrich-Ebert-Straße steht das Volkshaus, das an den Kapp-Putsch von 1920 erinnert. Weitere wichtige Straßenzüge sind die Röhrstraße, die Carl-von-Ossietzky-Straße, die Meyerstraße, der Bereich des Zeppelinplatzes und die Ernst-Thälmann-Straße, deren über die Schopenhauerstraße reichende Verlängerung als Ettersburger Straße in nördliche Richtung weitergeht. Vor der Käthe-Kollwitz-Schule Röhrstraße 19 steht das Käthe-Kollwitz-Denkmal. Im Schulhof hingegen steht der von Arno Zauche geschaffene Stockentenbrunnen. Dieser Abschnitt der Nordvorstadt ist durch Wohnbauten des Art-Deco gekennzeichnet, während der übrige eher von gründerzeitlichen Bauten dominiert wird. Der Rembrandtweg wurde von dem Architekten Paul Bräunlich entworfen.
Manche einstige Bahnanlagen erfuhren eine Umwidmung. So ist es mit dem Kunstturm in der Bahnstraße 1 der Fall. Auch das E-Werk dient längst nicht mehr seinem  ursprünglichem Zweck, sondern wird kulturell genutzt. Auch das Eisenbahnmuseum Weimar in der Eduard-Rosenthal-Straße 49 ließe sich anführen. Ein bedeutendes modernes Museumsgebäude beherbergt das Bauhaus-Museum. Gestalterische Akzente am Buchenwaldplatz setzte auch der Bildhauer Walter Sachs mit Brücke über Sand, ohne dass an das durchaus ideologisch belastete Ernst-Thälmann-Denkmal zu denken sein muss.